# 달산포체육공원
달산포체육공원(達山浦體育公園, Dalsanpo Sports Park)은 대한민국 충청남도 태안군에 있는 스포츠 시설이다. 인조잔디 필드가 갖춰진 축구 경기장 2면이 조성되어 있다.

## 참고 문헌
- 《전국 공공체육 시설 현황 (2017년말 기준)》. 대한민국 문화체육관광부. 2019.